# ژاک میشو
ژاک میشو (فرانسوی: Jacques Michaud‎؛ زادهٔ ۱۱ ژوئیهٔ ۱۹۵۱) دوچرخه‌سوار اهل فرانسه است.